# Озятский сельсовет
Озя́тский сельсовет — административная единица на территории Жабинковского района Брестской области Республики Беларусь.

## Состав
В состав сельсовета входят 1 агрогородок, 8 деревень и 2 хутора:
| Населённый пункт    | СОАТО         | Координаты                      |
| ------------------- | ------------- | ------------------------------- |
| деревня Баранцы     | 1 225 820 006 | 52°06′51″ с. ш. 24°15′24″ в. д. |
| деревня Бараны      | 1 225 820 011 | 52°06′54″ с. ш. 24°10′34″ в. д. |
| деревня Гатча       | 1 225 820 016 | 52°06′16″ с. ш. 24°10′28″ в. д. |
| хутор Лиски         | 1 225 820 021 | 52°06′07″ с. ш. 24°14′01″ в. д. |
| хутор Мельники      | 1 225 820 026 | 52°06′03″ с. ш. 24°05′59″ в. д. |
| агрогородок Озяты   | 1 225 820 031 | 52°06′02″ с. ш. 24°08′34″ в. д. |
| деревня Перелумье   | 1 225 820 036 | 52°04′15″ с. ш. 24°12′23″ в. д. |
| деревня Старое Село | 1 225 820 041 | 52°05′18″ с. ш. 24°06′09″ в. д. |
| деревня Сычёво      | 1 225 820 046 | 52°05′16″ с. ш. 24°11′28″ в. д. |
| деревня Теляки      | 1 225 820 051 | 52°07′11″ с. ш. 24°08′19″ в. д. |
| деревня Томашки     | 1 225 820 056 | 52°07′53″ с. ш. 24°10′15″ в. д. |

## На территории сельсовета расположены

### Сельскохозяйственные предприятия
- Сельскохозяйственное унитарное предприятие «АгроОзяты»

### Учреждения образования
- ГУО «Старосельская средняя школа» Жабинковского района;
- ГУО «Озятский детский сад» Жабинковского района

### Учреждения культуры
- Озятский сельский центр культуры и досуга;
- Старосельский сельский клуб

### Учреждения здравоохранения
- Озятская амбулатория;
- Старосельский ФАП

### Организации бытового обслуживания
- Комплексный приёмный пункт (КПП) — аг. Озяты

### Организации торговли
- магазин № 38 — д. Старое Село;
- магазин № 75 — д. Старое Село;
- магазин № 36 — аг. Озяты;
- магазин № 77 — аг. Озяты;

### Отделения связи
- почтовое отделение — аг. Озяты;
- почтовое отделение — д. Старое Село